# Metatesi (linguistica)
La metatesi (dal greco antico: μετάθεσις?, metathesis) è un processo di mutamento fonetico per cui l'ordine di successione di due fonemi viene rovesciato. Si verifica spesso in presenza di [r] e di [l] e talvolta l'inversione succede tra questi due suoni.
La metatesi a contatto è l'inversione di due suoni contigui; la metatesi a distanza indica l'inversione di suoni appartenenti a sillabe diverse (quindi non contigui). Con gli stessi termini - “a contatto” e “a distanza” - si indicano anche le due tipologie di metatesi retorica.
Con il termine "metatesi quantitativa" si indica invece l'inversione della quantità breve e lunga di due vocali contigue.

## Caratteristiche
Questo fenomeno fonetico si verifica all'interno di una parola e ciò si deve al fatto che certi suoni sono attirati o rifiutati da altri. La metatesi può essere di due tipi:

### Metatesi reciproca
La metatesi reciproca si produce come scambio di due fonemi contigui. Talvolta tra le consonanti nasali, le consonanti vibranti e le consonanti laterali. 

#### Esempi di metatesi reciproca
Formazione di varianti di parole italiane:
- Da fracido (toscano medievale) > fradicio (toscano poi italiano)[1]
- Da sucido (toscano antico) > sudicio (toscano poi italiano)[2]
- Da palude > padule (toscano)
- Da sizigia > sigizia (forma scorretta)

Dall'evoluzione del latino all'italiano si ha:
- lat. āera > aira > aria (metatesi di r per vocale).[3]
- lat. crocodilus > coccodrillo[1]

### Metatesi semplice
Una sola consonante nasale, vibrante o laterale può cambiare posizione all'interno di una parola. La ragione di questo fenomeno si trova nell'inconsistenza di questi fonemi oppure la difficoltà di trovarsi a contatto con un altro suono dissimile nel segmento e la conseguente difficoltà da parte del parlante a pronunciarle. La consonante r è la più sensibile al cambiamento.

#### Esempi di metatesi semplice
Dall'evoluzione del latino all'italiano si ha:
- lat. cŏmula(m) > *comla > *cloma > chioma.[3]
- lat. măgida(m) > maida > madia (metatesi di /d/ per vocale).[3]
- lat. sĕmper > sempre (metatesi di /r/); ma in napoletano sempe.[4]

In forme vive di vari dialetti mediani e della lingua ligure:
- lat. pĕtra(m) > petra ("pietra");[3] > sardo perda; napoletano preta; lombardo preda.
- lat. căpra(m) > genovese, piemontese crava;[5] napoletano crapa.
- lat. cŏrvu(m) > crövo o cröo, per caduta della /v/ ("corvo" in genovese)[5].
- italiano “dentro” > veneto, spoletino, romano, pisano “drento”